# Korčula (thị trấn)
Korčula (tiếng Ý: Curzola) là một thị trấn phòng thủ lịch sử, bảo vệ bờ phía đông của đảo Korčula, Croatia. Ước tính dân số năm 2011 của thị trấn là 5.634 người.

## Mô tả
Thị trấn cổ được bao quanh bởi các bức tường, và các đường phố được bố trí theo hình xương cá cho phép lưu thông không khí nhưng bảo vệ chống lại những cơn gió mạnh. Korčula được xây dựng chặt chẽ trên một mũi đất bảo vệ vịnh hẹp giữa đảo và đất liền. Xây dựng bên ngoài các bức tường bị cấm cho đến thế kỷ 18, và cây cầu gỗ chỉ được thay thế vào năm 1863. Tất cả các đường phố Korčula hẹp, ngoại trừ con đường chạy dọc theo bức tường phía đông nam.
Thị trấn nổi bật với các công trình mang kiến trúc Roman-Gothic bao gồm Nhà thờ chính tòa Korčula (được xây dựng từ 1301-1806), tu viện Fran-xít cùng với một tu viện Gothic Venetian thế kỷ 15, phòng hội đồng dân sự, dinh tổng trấn cũ thế kỷ 15, cung điện của thương gia địa phương thế kỷ 16 và các công sự.
Cursola là giáo phận của thị trấn vào thế kỷ 14 khi Ston chuyển địa điểm trước áp lực của những người Serbia. Năm 1541, người Ragusa yêu cầu sự phân chia quyền lực giáo hội đối với Ston, nơi mà trong thế kỷ trước đã trở thành một phần của cộng hòa Venezia. Năm 1828, khi cả Korčula và Ragusa (Dubrovnik) đều thuộc về Đế quốc Áo, lãnh thổ của giáo phận Cursola trở thành một phần của Dubrovnik.

## Hình ảnh

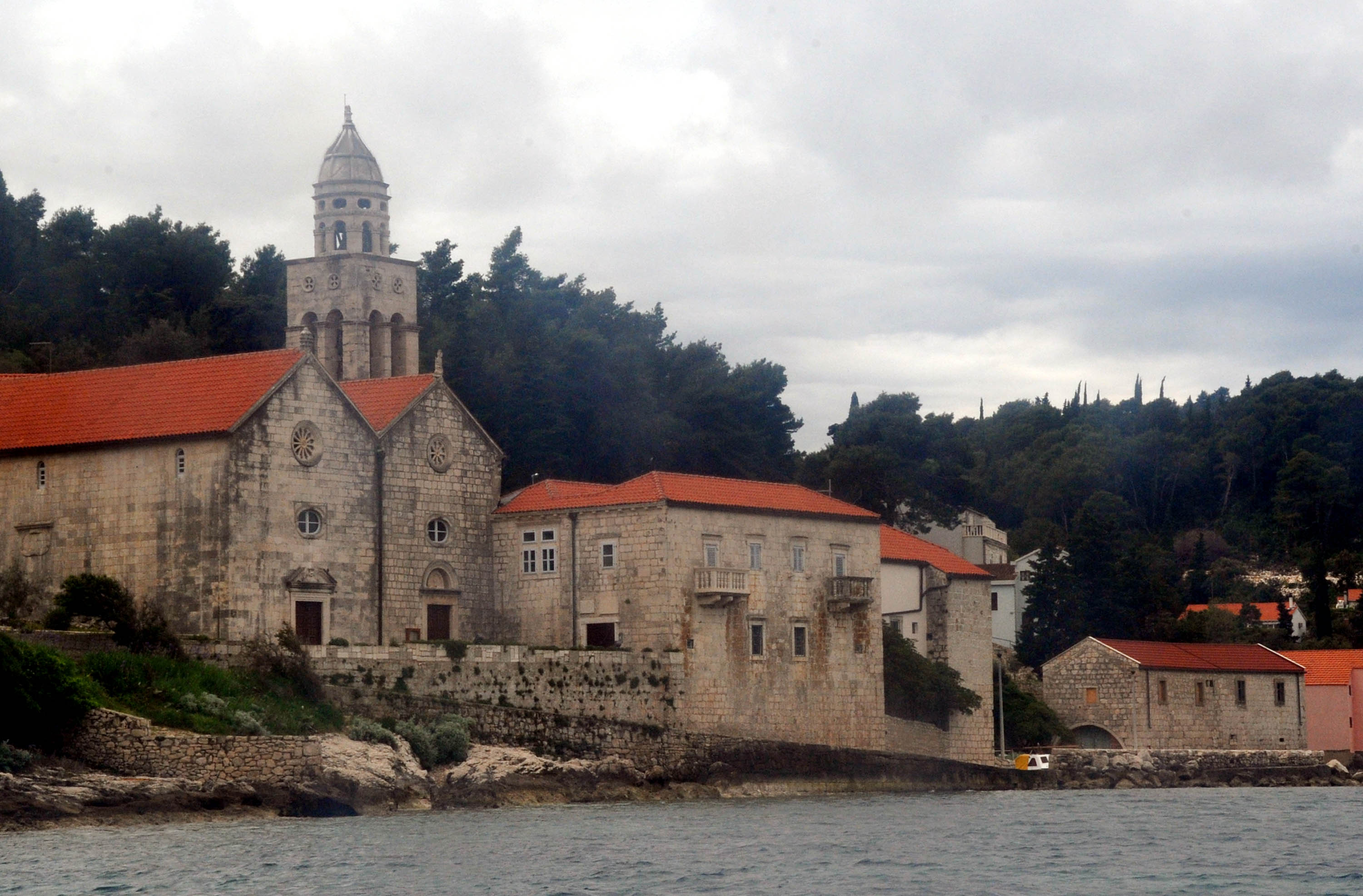
Nhà thờ Thánh Nicholas
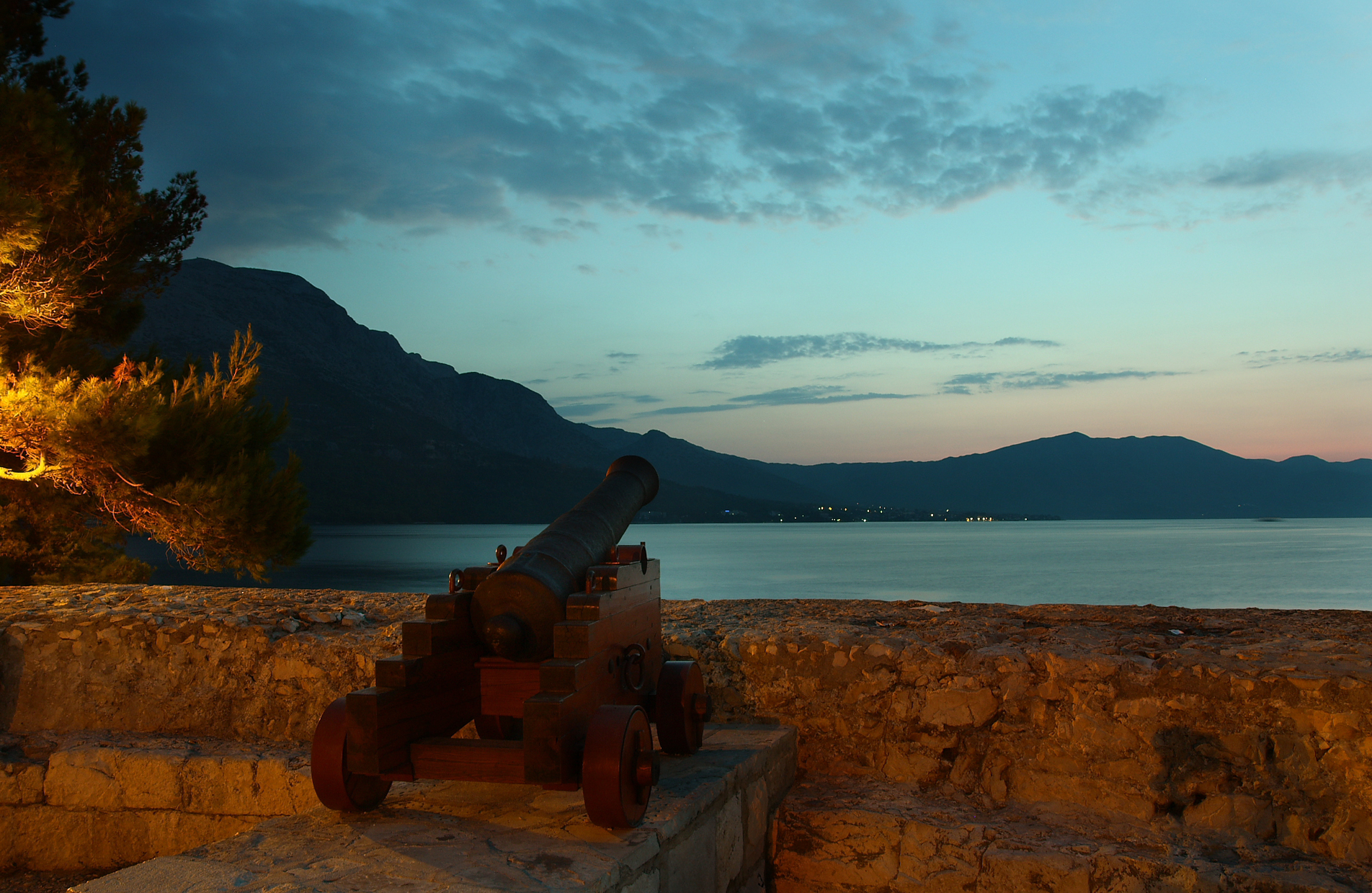
Tường thành vào lúc bình minh
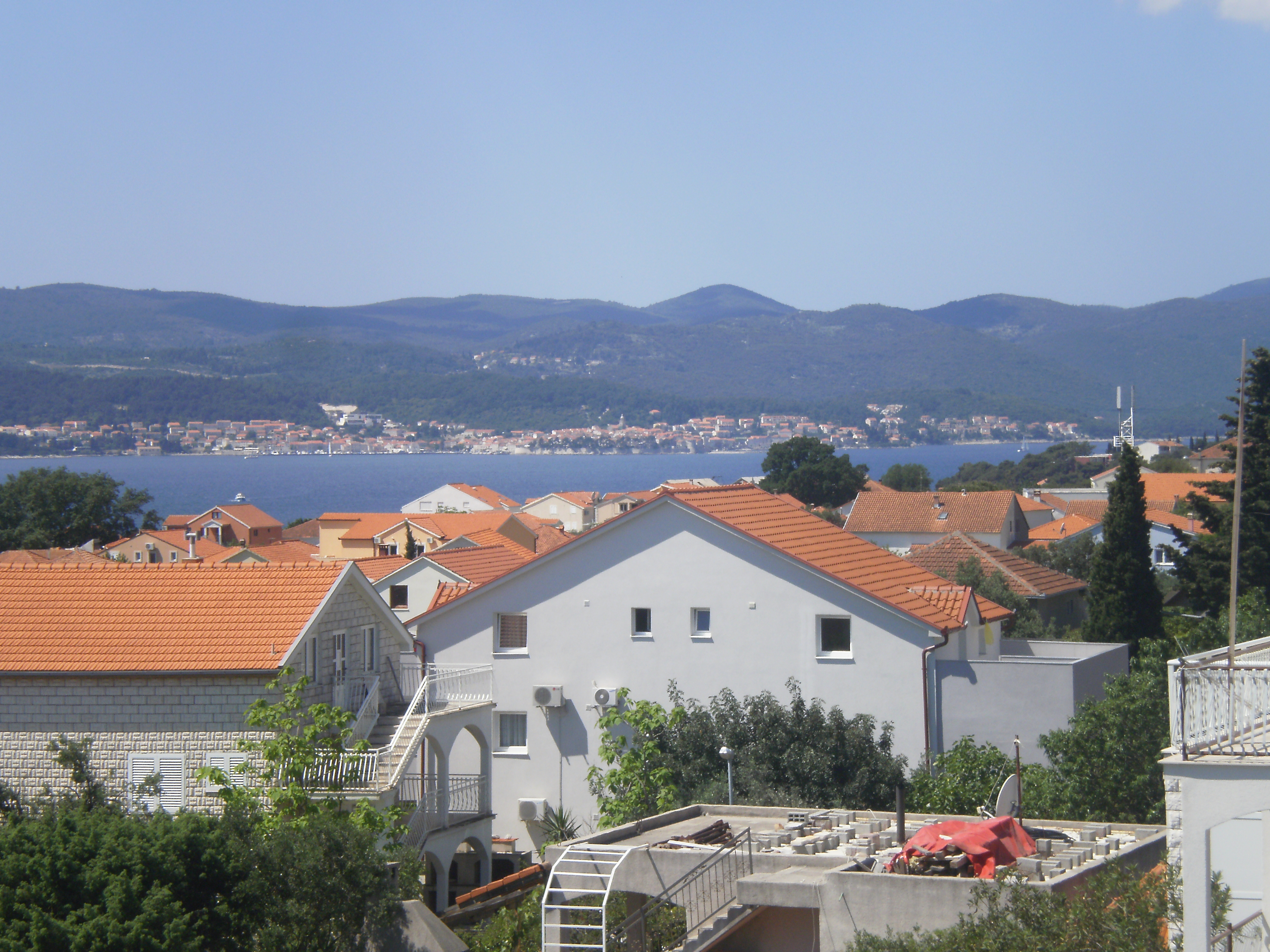
Quang cảnh thị trấn
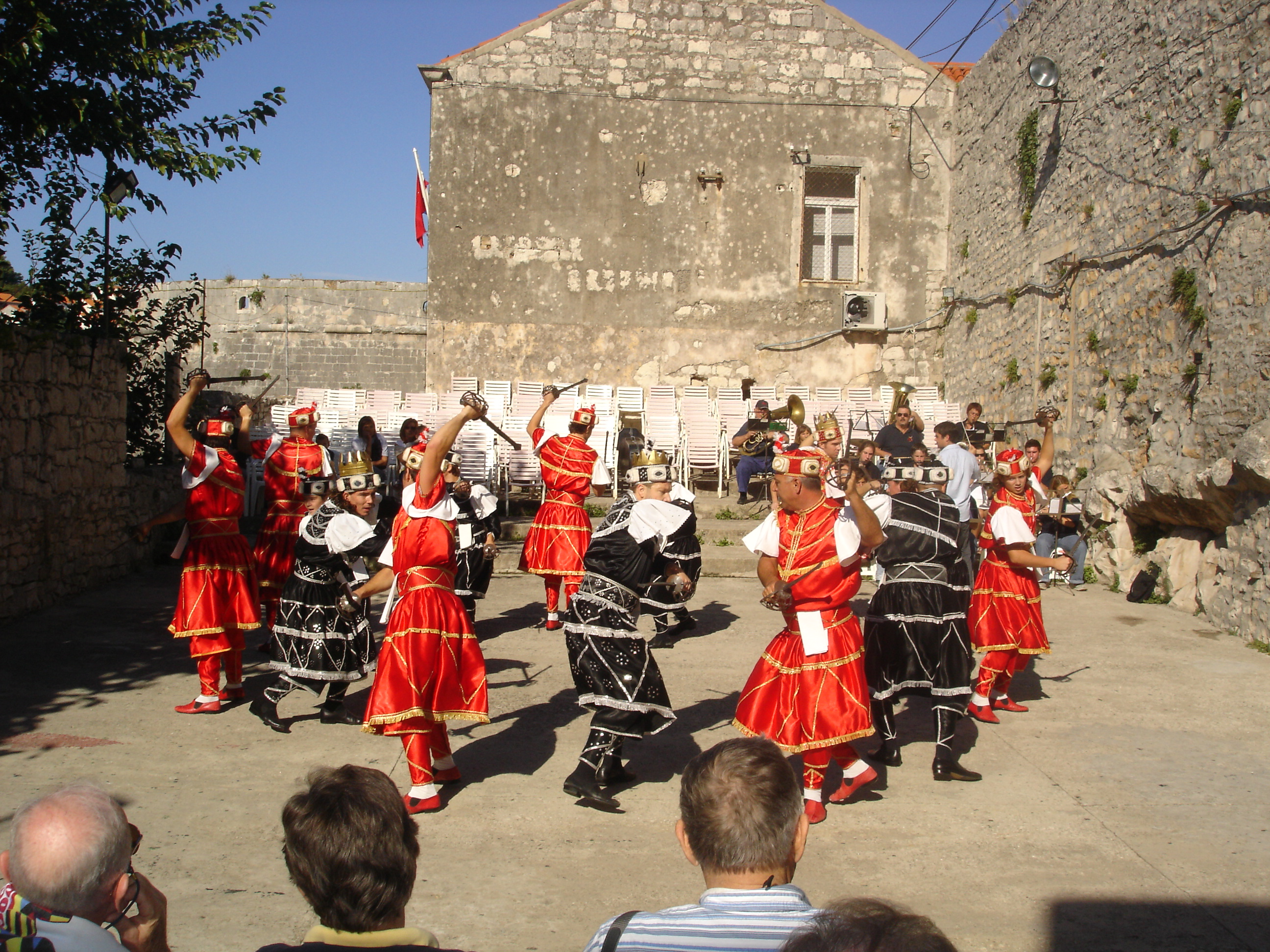
Moreška
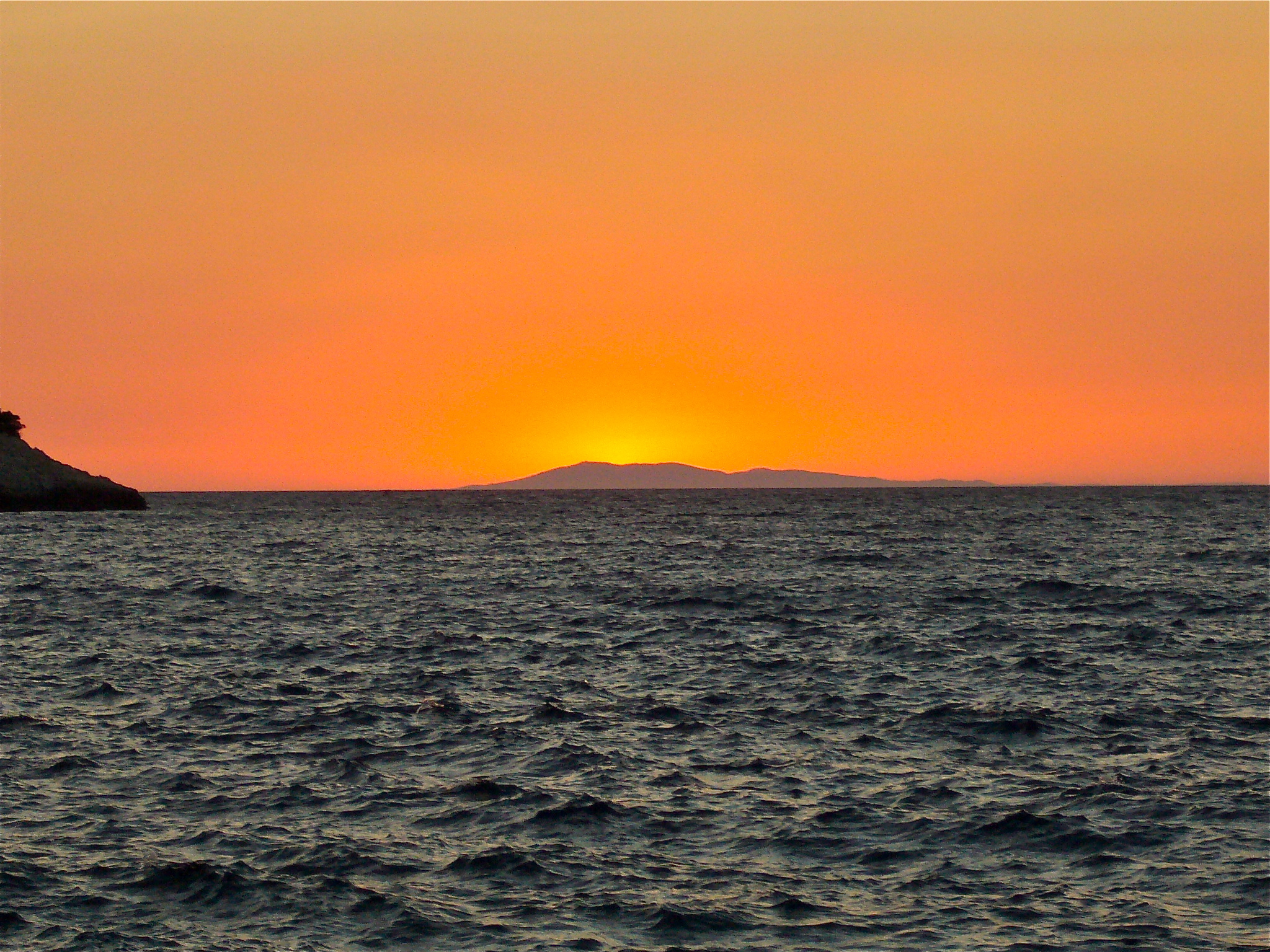
Hoàng hôn ở Korčula
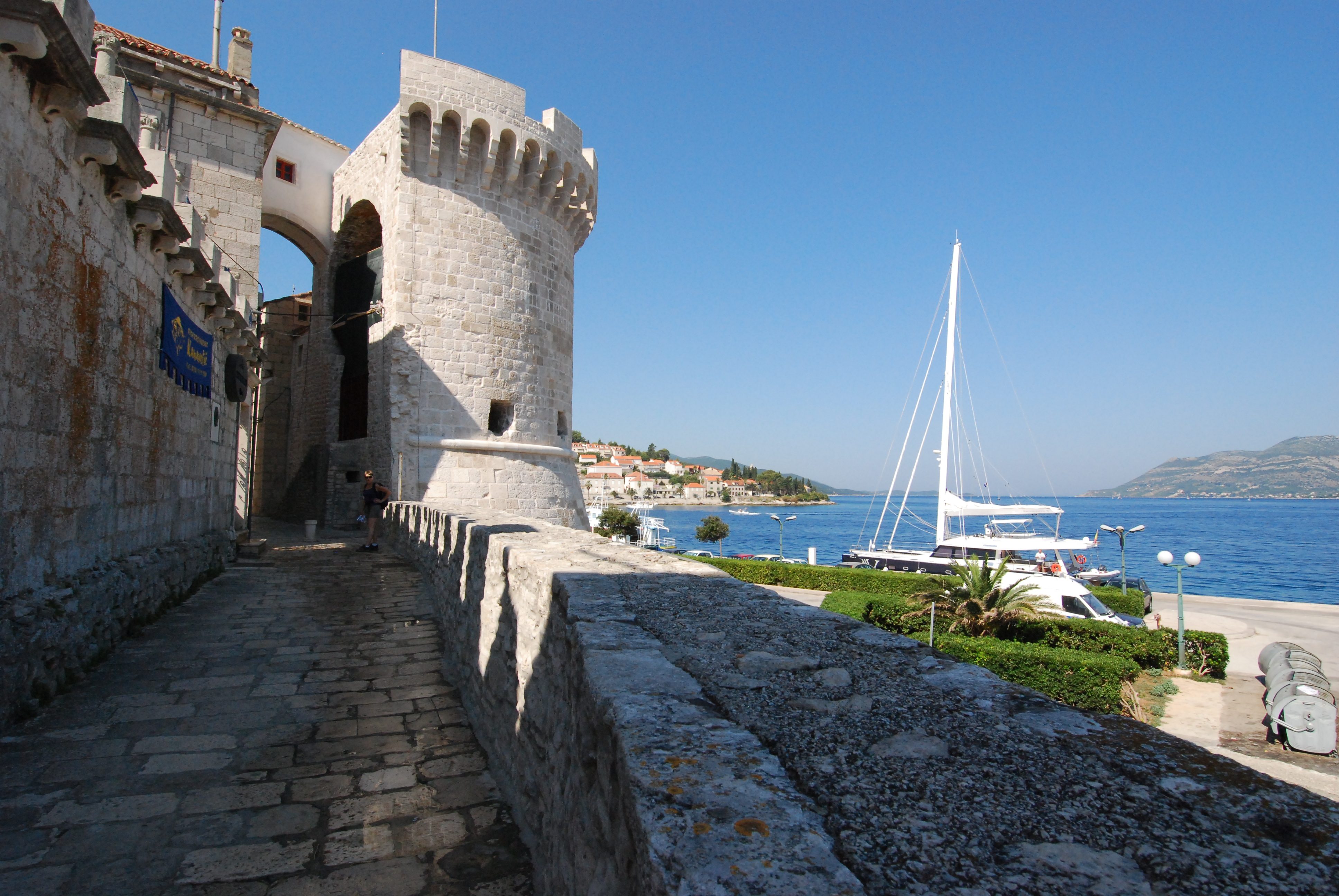
Tường thành Korčula
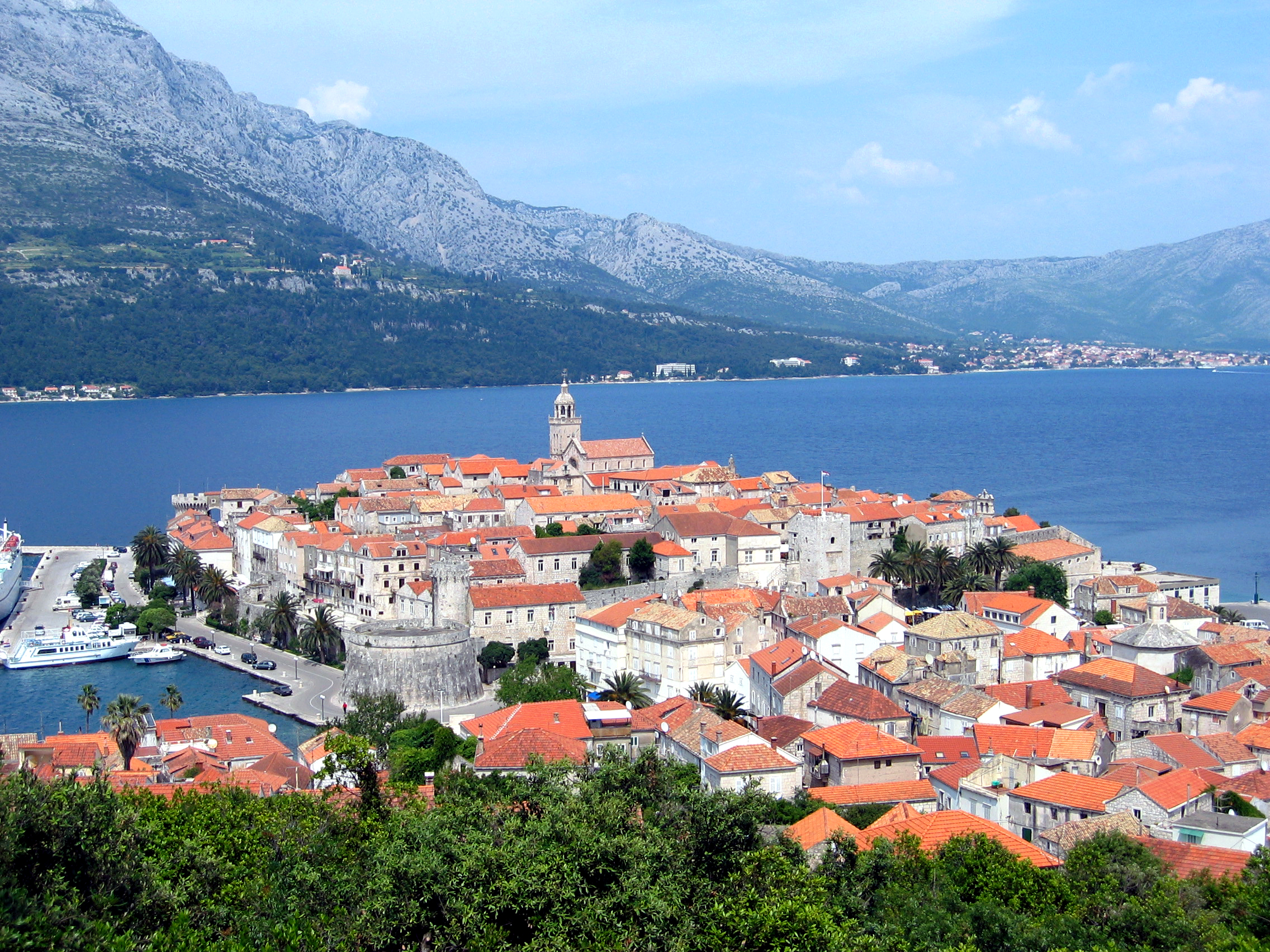
Toàn cảnh của Korčula